# Scolecobrotus westwoodii
Scolecobrotus westwoodii är en skalbaggsart som beskrevs av Hope 1833. Scolecobrotus westwoodii ingår i släktet Scolecobrotus och familjen långhorningar. Inga underarter finns listade i Catalogue of Life.